# Socialemediamarketing

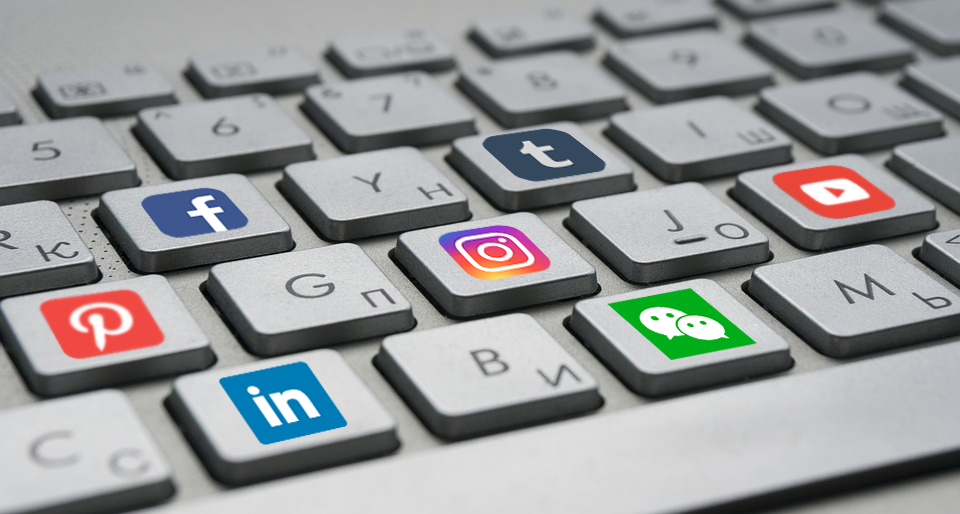
Socialemediamarketing

Socialemediamarketing (Engels: social media marketing) is een vorm van digitale marketing waarbij sociale mediaplatformen worden gebruikt om producten en diensten te promoten. Het is een onderdeel van de bredere online marketingstrategie die bedrijven en organisaties hanteren om hun doelgroepen te bereiken.

## Geschiedenis
De opkomst van social media marketing valt samen met de groei van sociale netwerken in het begin van de 21e eeuw. Met de lancering van platforms zoals Facebook (2004), YouTube (2005) en Twitter (2006) ontstonden nieuwe mogelijkheden voor bedrijven om consumenten te bereiken. In Nederland kreeg socialemediamarketing een significant aandeel in marketingbudgetten rond 2010.
De geschiedenis van socialemediamarketing begint rond 2004-2005 met de opkomst van de eerste grote sociale netwerken. Terwijl Facebook internationaal aan populariteit won, waren in Nederland platforms als Hyves aanvankelijk dominanter. Hyves was het eerste Nederlandse platform dat echt serieus werd genomen door marketeers, met meer dan 10 miljoen gebruikers op het hoogtepunt.

## Data, privacy en authenticiteit (2018-heden)
De meest recente fase in de geschiedenis van socialemediamarketing wordt gekenmerkt door toenemende zorgen over privacy en data. De invoering van de Algemene Verordening Gegevensbescherming (AVG) in 2018 had grote invloed op hoe bedrijven data verzamelen en gebruiken voor gerichte advertenties op socials. Waar voorheen gegevens vrij konden worden verzameld voor doelgroepsegmentatie en gepersonaliseerde advertenties, moeten bedrijven nu expliciete toestemming vragen voor het gebruik van persoonlijke gegevens.

### Regelgeving voor internationale gegevensoverdracht
Deze gegevensoverdracht tussen verschillende landen verwijst naar het proces waarbij persoonsgegevens en andere digitale informatie worden verzonden van het ene rechtsgebied naar het andere. In de context van sociale mediamarketing is dit cruciaal, aangezien platformen zoals Facebook, Instagram, Twitter en LinkedIn wereldwijd opereren en gegevens verzamelen van gebruikers in talloze jurisdicties.
Naast de AVG hebben verschillende landen eigen regelgeving ontwikkeld:
- De California Consumer Privacy Act (CCPA) in de Verenigde Staten [7]
- De Personal Information Protection and Electronic Documents Act (PIPEDA) in Canada
- De Personal Data Protection Act in Singapore
- De Lei Geral de Proteção de Dados (LGPD) in Brazilië

### Digital Services Act (DSA) en Digital Markets Act (DMA)
Deze nieuwere regelgeving, ingevoerd in 2022, heeft aanvullende impact op social media marketing:
- DSA: Vergroot de transparantie van algoritmes en targetingmechanismen die door platformen worden gebruikt [8]
- DMA: Ook wel de verordening digitale markten, beperkt de dominante positie van grote platforms ("gatekeepers") en verbetert de interoperabiliteit [9]

## Strategieën

### Content marketing
Het creëren en verspreiden van waardevolle, relevante en consistente content om een duidelijk omschreven publiek aan te trekken en te behouden. Het uiteindelijke doel is om winstgevende klantacties te stimuleren.

### Influencer marketing
Samenwerking met personen die een grote invloed hebben op potentiële kopers van een merk. In Nederland werken merken vaak samen met bekende Nederlanders of socialemediapersoonlijkheden (zogeheten influencers).

## Platformen
De belangrijkste platformen voor sociale mediamarketing zijn:
- Facebook: Het grootste sociale netwerk ter wereld met uitgebreide mogelijkheden voor adverteren. Met meer dan 10 miljoen Nederlandse gebruikers blijft het een hoeksteen van veel marketingstrategieën.[12]
- Instagram: Gericht op visuele content, vooral populair onder jongere doelgroepen.
- LinkedIn: Professioneel netwerk dat vooral wordt gebruikt voor b2b-marketing. In Nederland wordt het vooral gebruikt voor zakelijke dienstverlening en werving (recruitment).
- X (voorheen Twitter): Platform voor korte berichten, nieuws en directe communicatie. Hoewel minder dominant dan voorheen, blijft het in gebruik voor klantenservice en nieuwsverspreiding.
- TikTok: Opkomend platform voor korte video's, vooral populair onder Generatie Z. Nederlandse merken experimenteren steeds meer met de authentieke en speelse stijl die hier goed werkt.
- YouTube: 's Werelds grootste videoplatform met uitgebreide mogelijkheden voor videoadvertenties. Functioneert steeds meer als zoekmachine voor instructievideo's en productrecensies.
- Pinterest: Visueel platform dat zich richt op inspiratie en ideeën. De marketing wordt gebruikt voor sectoren als mode, interieur en culinair.

## Kritiek

### Nepnieuws en desinformatie
Nepnieuws (ook wel fake news) is een term die wordt gebruikt om valse of misleidende informatie aan te duiden die wordt gepresenteerd als nieuws. Dit kan opzettelijk zijn, bijvoorbeeld om politieke meningen te beïnvloeden of om winst te maken via advertentie-inkomsten, maar het kan ook per ongeluk gebeuren door slechte journalistieke praktijken of onzorgvuldigheid.
De opkomst van sociale media en digitale platforms heeft het makkelijker gemaakt om nepnieuws te verspreiden. Algoritmes zorgen ervoor dat berichten met veel interactie vaker worden getoond, wat kan leiden tot een snelle verspreiding van desinformatie. Nepnieuws kan bijdragen aan polarisatie in de samenleving en het vertrouwen in traditionele media en instellingen ondermijnen.

### EU-US Privacy Shield en het Schrems II-arrest
Het EU-US Privacy Shield vormde tussen 2016 en 2020 een cruciaal juridisch kader voor transatlantische gegevensoverdrachten. Dit mechanisme werd specifiek ontworpen om Europese bedrijven een rechtsgrond te bieden voor het doorsturen van persoonsgegevens naar Amerikaanse organisaties, terwijl tegelijkertijd de privacy rechten van Europese burgers werden gewaarborgd.
Op 16 juli 2020 zorgde het Europees Hof van Justitie (HvJ-EU) echter voor een wijziging in deze digitale wetgeving met zijn uitspraak in de zaak "Data Protection Commissioner v. Facebook Ireland and Maximillian Schrems" (algemeen bekend als het Schrems II-arrest). Het Hof verklaarde het Privacy Shield-besluit van de Europese Commissie ongeldig op basis van fundamentele bezwaren tegen de Amerikaanse surveillance praktijken, in het bijzonder Section 702 van de Foreign Intelligence Surveillance Act (FISA) en Executive Order 12333, Amerikaanse veiligheidsdiensten dusdanig verregaande bevoegdheden gaven dat dit niet verenigbaar was met de essentiële waarborgen die onder Europees recht vereist zijn.